# International Photography Awards
International Photography Awards (IPA) är en amerikansk fototävling, som startades 2003. Tävlingen har två klasser, en för fotostuderande och en för professionella fotografer. IPA delar även ut The Lucie Awards till fotografer för "lång och trogen tjänst".